# El pitufador de joyas
El pitufador de joyas (en el francés original, Le Schtroumpfeur de bijoux) es la 41.ª historieta de la serie Los Pitufos. 

## Trayectoria editorial
Fue realizada por Thierry Culliford y Alain Maury y publicada por primera vez en la revista Schtroumpf ! y más tarde en álbum en 1994.
Es la primera historieta de la serie publicada tras la muerte de su creador: Peyo. 

## Argumento
Mientras los pitufos se preparan para el festival del Equinoccio de Primavera, el Pitufo con Gafas y el Pitufo Bromista van al vado del Pitufo Alegre a buscar tallos cuando el Pitufo Bromista tropieza sobre una roca, cae al río y queda inconsciente. El Pitufo con Gafas trata de despertar al Pitufo Bromista pero tiene que irse sin él cuando oye acercarse por el camino humanos viajeros, sin poder llevarse al Pitufo Bromista para ocultarlo. Los dos humanos, llamados Adhemar y Godilot, encuentran al Pitufo Bromista, lo ponen en la jaula del ratón mascota de Godilot y se lo llevan a la villa de Abelagot. El Pitufo con Gafas vuelve a la Aldea Pitufa a avisar del secuestro del Pitufo Bromista al Gran Pitufo, quien reúne a algunos de sus pitufitos para salvar al Pitufo Bromista.
Al despertar, el Pitufo Bromista se encuentra prisionero de los dos humanos, que resultan ser saltimbanquis viajeros. Arman un espectáculo en la villa con el ratón como la supuesta estrella, pero el ratón no logra ejecutar el acto, y la gente abuchea a los saltimbanquis. Afortunadamente, el Pitufo Bromista aparece en escena para salvar la función, gracias a lo cual los saltimbanquis ganan mucho dinero. Sin embargo, su presencia no pasa desapercibida por un personaje sospechoso que habla con Adhemar acerca de usar al Pitufo Bromista para cometer robos y amenaza con matar al ratón si el Pitufo Bromista no obedece o trata de escapar. En su primer intento de robo, el Pitufo Bromista trae hojas de zarzaparrilla y cuando le dicen que traiga dinero, él les habla de los problemas que el dinero le trajo a los pitufos. Al ser amenazado otra vez por el personaje sospechoso, el Pitufo Bromista vuelve a entrar en la casa y logra traer diez monedas de oro y un pequeño diamante. Los dos saltimbanquis y el ladrón se dan cuenta de que el Pitufo Bromista podría ser más útil para tomar joyas y lo hacen vestirse como un ladrón para que sea menos visible. Sin embargo, durante sus robos, el Pitufo Bromista deja mensajes a sus víctimas, disculpándose y diciendo que lo hace para salvar la vida de un ratón.
Mientras tanto, el Gran Pitufo y unos cuantos otros pitufos están ocupados tratando de averiguar qué ha sido del Pitufo Bromista en el pueblo de Villers cuando el Pitufo Gruñón casi es engullido por una vaca y el Pitufo Goloso casi es atrapado por el brujo Gargamel, que estaba haciendo sus compras. Al no poder hallar al Pitufo Bromista en Villers, los pitufos se suben a un carro que va a Abelagot y en una taberna escuchan a unas personas hablar de las notas que deja el misterioso Pitufador de Joyas, que ninguno de ellos puede comprender. Por esto y otra información que ha reunido, el Gran Pitufo se da cuenta de que ese debe ser el Pitufo Bromista y que deben encontrar a los saltimbanquis que lo tienen cautivo.
Esa noche, durante un intento de robo en el negocio del usurero, el Pitufo Bromista encuentra a un niño que es cautivo del usurero y un hombre mayor llamado Ganelon. El niño se llama Geoffrey, es el hijo del Duque de Abelagot, y Ganelon lo tiene prisionero para cobrarle rescate a su padre. El Pitufo Bromista escapa antes de que Ganelon o el usurero lo vean.
En el escondite del ladrón y los dos saltimbanquis, el Gran Pitufo y su grupo de pitufos finalmente se encuentran con el Pitufo Bromista y tratan de liberarlo del cautiverio, pero resultan hechos prisioneros también. Entonces los llevan al castillo del Duque, donde son presentados como el espectáculo que distraerá al Duque mientras averiguan dónde se encuentra la cámara de su tesoro para que el ladrón pueda poner sus manos sobre él. Mientras están ahí, el Pitufo Bromista informa al Gran Pitufo acerca de Geoffrey y Ganelon, así que los pitufos formulan un plan.
Al día siguiente, los pitufos ponen en escena una obra teatral con el Pitufo con Gafas como narrador acerca de dos personas que fueron alejadas de sus familias. El Duque y su senescal notan algo particularmente familiar en la historia de la obra, e incluso el ladrón empieza a notar la familiaridad de los personajes de la historia, con lo que se da cuenta de que los pitufos están usando la obra para delatarlo a él y sus planes. Finalmente el Duque se molesta tanto que ordena detener la obra teatral, y exige saber qué está pasando. Entonces el Gran Pitufo llega con Godilot para revelar que la obra teatral era el modo en que los pitufos indicaban al ladrón que estaba tras el tesoro del Duque y a Ganelon, el hombre que fingía ser amigo del Duque pero lo estaba extorsionando por dinero.
En ese momento, las cosas se ponen al rojo vivo cuando Ganelon trata de escapar. El ladrón captura al Gran Pitufo y obliga a los otros pitufos a llevarlo a la cámara del tesoro para apoderarse de éste. Los pitufos dirigen al ladrón por un camino incorrecto hasta que choca con Ganelon. Ambos hombres son llevados al calabozo y Geoffrey vuelve a salvo con su padre. Godilot se convierte en protegido del Duque con Adhemar como su sirviente. Los pitufos vuelven a casa a tiempo para el festival del Equinoccio de Primavera.